# II-divisioona 2003
La II-divisioona 2003 è stata la 10ª edizione del campionato finlandese di football americano di terzo livello, organizzato dalla SAJL.

## Squadre partecipanti
| Club                | Città     | Stadio | Sponsor ufficiale | Risultato nella stagione 2002 |
| ------------------- | --------- | ------ | ----------------- | ----------------------------- |
| Imatra Flash        | Imatra    |        |                   |                               |
| Jyväskylä Pirates   | Jyväskylä |        |                   |                               |
| Lahti Jets          | Lahti     |        |                   |                               |
| Lohja Lions         | Lohja     |        |                   |                               |
| Padasjoki Predators | Padasjoki |        |                   |                               |
| Sea City Storm      | Rauma     |        |                   |                               |
| Sipoo Bulldogs      | Sipoo     |        |                   |                               |
| Tampere Saints      | Tampere   |        |                   |                               |
| Varkaus Steelers    | Varkaus   |        |                   |                               |

## Stagione regolare

### Calendario

#### 1ª giornata
| Sipoo 24 maggio 2003, ore 14:00 | Sipoo Bulldogs | 0 – 70 | Varkaus Steelers | Nikkilän keskusurheilukenttä |

| Lohja 24 maggio 2003, ore 16:00 | Lohja Lions | 52 – 6 | Lahti Jets | Virkkalan kenttä |

| Rauma 24 maggio 2003, ore 18:00 | Sea City Storm | 64 – 6 | Tampere Saints | Kivikylä Arena |

| Jyväskylä 24 maggio 2003, ore 19:00 | Jyväskylä Pirates | 6 – 33 | Imatra Flash | Viitaniemen kenttä |

#### 2ª giornata
| Imatra 29 maggio 2003, ore 15:00 | Imatra Flash | 7 – 63 | Varkaus Steelers | Karhumäen urheilukenttä |

| Padasjoki 29 maggio 2003, ore 16:00 | Padasjoki Predators | 27 – 6 | Sipoo Bulldogs | Vesijako Areena |

| Tampere 29 maggio 2003, ore 16:00 | Tampere Saints | 45 – 0 | Lahti Jets | Pyynikin urheilukenttä |

| Rauma 1º giugno 2003, ore 14:00 | Sea City Storm | 44 – 0 | Jyväskylä Pirates | Kivikylä Arena |

#### 3ª giornata
| Varkaus 7 giugno 2003, ore 13:00 | Varkaus Steelers | 77 – 0 | Lahti Jets | Keskuskenttä Varkaus |

| Padasjoki 7 giugno 2003, ore 16:00 | Padasjoki Predators | 7 – 42 | Sea City Storm | Vesijako Areena |

| Tampere 7 giugno 2003, ore 16:00 | Sipoo Bulldogs | 0 – 41 | Tampere Saints | Pyynikin urheilukenttä |

| Jyväskylä 7 giugno 2003, ore 19:00 | Jyväskylä Pirates | 0 – 20 | Lohja Lions | Viitaniemen kenttä |

#### 4ª giornata
| Jyväskylä 14 giugno 2003, ore 14:00 | Jyväskylä Pirates | 6 – 41 | Padasjoki Predators | Viitaniemen kenttä |

| Tampere 14 giugno 2003, ore 16:00 | Tampere Saints | 6 – 59 | Varkaus Steelers | Pyynikin urheilukenttä |

| Lohja 14 giugno 2003, ore 16:00 | Lohja Lions | 46 – 2 | Imatra Flash | Virkkalan kenttä |

| Lahti 15 giugno 2003, ore 14:00 | Lahti Jets | 20 – 0 | Sipoo Bulldogs | Kivimaan Kenttä |

#### 5ª giornata
| Rauma 28 giugno 2003, ore 12:00 | Lahti Jets | 0 – 70 | Sea City Storm | Kivikylä Arena |

| Varkaus 28 giugno 2003, ore 13:00 | Varkaus Steelers | 70 – 0 | Jyväskylä Pirates | Keskuskenttä Varkaus |

| Imatra 28 giugno 2003, ore 15:00 | Imatra Flash | 19 – 0 | Sipoo Bulldogs | Karhumäen urheilukenttä |

| Padasjoki 28 giugno 2003, ore 16:00 | Padasjoki Predators | 9 – 34 | Lohja Lions | Vesijako Areena |

#### 6ª giornata
| Sipoo 5 luglio 2003, ore 14:00 | Sipoo Bulldogs | 20 – 0 | Jyväskylä Pirates | Nikkilän keskusurheilukenttä |

| Lahti 5 luglio 2003, ore 14:00 | Lahti Jets | 18 – 6 | Padasjoki Predators | Radiomäki |

| Tampere 5 luglio 2003, ore 16:00 | Tampere Saints | 55 – 7 | Imatra Flash | Pyynikin urheilukenttä |

| Rauma 6 luglio 2003, ore 16:00 | Sea City Storm | 27 – 13 | Lohja Lions | Kivikylä Arena |

#### 7ª giornata
| Lohja 12 luglio 2003, ore 14:00 | Lohja Lions | 6 – 55 | Varkaus Steelers | Virkkalan kenttä |

| Rauma 12 luglio 2003, ore 16:00 | Sea City Storm | 69 – 0 | Sipoo Bulldogs | Kivikylä Arena |

| Jyväskylä 12 luglio 2003, ore 19:00 | Jyväskylä Pirates | 0 – 32 | Tampere Saints | Viitaniemen kenttä |

| Padasjoki 13 luglio 2003, ore 16:00 | Padasjoki Predators | 6 – 24 | Imatra Flash | Vesijako Areena |

#### 8ª giornata
| Lahti 19 luglio 2003, ore 14:00 | Lahti Jets | 26 – 6 | Jyväskylä Pirates | Radiomäki |

| Imatra 19 luglio 2003, ore 15:00 | Imatra Flash | 16 – 37 | Sea City Storm | Karhumäen urheilukenttä |

| Varkaus 20 luglio 2003, ore 13:00 | Varkaus Steelers | 84 – 0 | Padasjoki Predators | Keskuskenttä Varkaus |

| Lohja 20 luglio 2003, ore 14:00 | Lohja Lions | 24 – 0 | Tampere Saints | Virkkalan kenttä |

#### 9ª giornata
| Varkaus 26 luglio 2003, ore 13:00 | Varkaus Steelers | 41 – 6 | Sea City Storm | Keskuskenttä Varkaus |

| Sipoo 26 luglio 2003, ore 14:00 | Sipoo Bulldogs | 6 – 28 | Lohja Lions | Nikkilän keskusurheilukenttä |

| Tampere 26 luglio 2003, ore 16:00 | Tampere Saints | 54 – 6 | Padasjoki Predators | Pyynikin urheilukenttä |

| Imatra 27 luglio 2003, ore 18:00 | Imatra Flash | 21 – 8 | Lahti Jets | Karhumäen urheilukenttä |

### Classifica
La classifica della regular season è la seguente:
- PCT = percentuale di vittorie, G = partite giocate, V = partite vinte,  P = partite perse, PF = punti fatti, PS = punti subiti

| Pos. | Squadra             | PCT   | G | V | N | P | PF  | PS  |
| ---- | ------------------- | ----- | - | - | - | - | --- | --- |
| 1    | Varkaus Steelers    | 1.000 | 8 | 8 | 0 | 0 | 519 | 25  |
| 2    | Sea City Storm      | .875  | 8 | 7 | 0 | 1 | 359 | 83  |
| 3    | Lohja Lions         | .750  | 8 | 6 | 0 | 2 | 223 | 105 |
| 4    | Tampere Saints      | .625  | 8 | 5 | 0 | 3 | 239 | 160 |
| 5    | Imatra Flash        | .500  | 8 | 4 | 0 | 4 | 129 | 221 |
| 6    | Lahti Jets          | .375  | 8 | 3 | 0 | 5 | 78  | 277 |
| 7    | Padasjoki Predators | .250  | 8 | 2 | 0 | 6 | 102 | 268 |
| 8    | Sipoo Bulldogs      | .125  | 8 | 1 | 0 | 7 | 32  | 274 |
| 9    | Jyväskylä Pirates   | .000  | 8 | 0 | 0 | 8 | 18  | 286 |

## Verdetti
- Varkaus Steelers Vincitori della II-divisioona 2003